# Сибата (посёлок)
Сибата (яп. 柴田町 Сибата-мати) — посёлок в Японии, находящийся в уезде Сибата префектуры Мияги. Площадь посёлка составляет 53,98 км², население — 38 462 человека (31 июля 2014), плотность населения — 712,52 чел./км².

## Географическое положение
Посёлок расположен на острове Хонсю в префектуре Мияги региона Тохоку. С ним граничат города Иванума, Какуда и посёлки Огавара, Мурата, Ватари.

## Население
Население посёлка составляет 38 462 человека (31 июля 2014), а плотность — 712,52 чел./км². Изменение численности населения с 1980 по 2005 годы:
| 1980 | 32 106 чел. |  |
| 1985 | 35 416 чел. |  |
| 1990 | 37 315 чел. |  |
| 1995 | 38 749 чел. |  |
| 2000 | 39 485 чел. |  |
| 2005 | 39 809 чел. |  |

## Символика
Деревом посёлка считается пихта твёрдая, цветком — цветок сакуры, птицей — Phasianus versicolor.